# Kaufmann für audiovisuelle Medien
Der Kaufmann/Kauffrau für audiovisuelle Medien ist in Deutschland ein staatlich anerkannter Ausbildungsberuf nach dem Berufsbildungsgesetz.

## Ausbildungsdauer und Struktur
Die Ausbildungszeit zum Kaufmann für audiovisuelle Medien beträgt in der Regel drei Jahre. Die Ausbildung erfolgt an den Lernorten Betrieb und Berufsschule. Der Beruf ist ein Monoberuf und trat zum 1. August 1998 in Kraft.

## Arbeitsgebiete
Kaufleute für audiovisuelle Medien arbeiten in den kaufmännischen Bereichen von Medienunternehmen wie z. B. Fernseh- oder Hörfunkanstalten bzw. Rundfunksender. Sie sind für einen reibungslosen Ablauf der kaufmännischen Prozesse zuständig und kümmern sich um Marketing und Vertrieb.

## Entstehungsgeschichte
Der Kaufmann für audiovisuelle Medien hat keinen Vorgängerberuf. Die Idee war, mit einem neuen Ausbildungsberuf zusätzliche Ausbildungsplätze in der Medienbranche zu gewinnen. Eine Untersuchung des BiBB ergab, dass diese Bemühungen von Erfolg gekrönt waren – Substitutionseffekte fanden nicht statt. Bereits zuvor hatte man für kaufmännische Auszubildende eine Zusatzqualifikation für audiovisuelle Medien angeboten.
Im Jahr 1997 wurde daher auch über die Berufsbezeichnung diskutiert. Ursprünglich stand daher auch die Bezeichnung „Medienkaufmann für audiovisuelle Medien“ zur Diskussion. Um jedoch die inhaltliche Abgrenzung zu den bereits bestehenden Medienberufen, wie z. B. dem  Mediengestalter für Digital- und Printmedien deutlich zu machen, entschied man sich für die nun vorliegende Berufsbezeichnung.

## Berufliche Fähigkeiten
Im Zug der Neuordnung des Ausbildungsberufes haben Praktiker aus Unternehmen als Sachverständige die beruflichen Fähigkeiten in einem Ausbildungsprofil beschrieben:
Kaufleute für audiovisuelle Medien kennen die Produkte und Dienstleistungen sowie die Produktionsformen und Abläufe im eigenen Unternehmen und in der Branche. Im Rahmen der Planung, Herstellung und Vermarktung audiovisueller Medien führen sie unter Beachtung der Wirtschaftlichkeit ihres Handelns kaufmännische, organisatorische und logistische Aufgaben durch. Sie
- analysieren und beurteilen Konzepte, Produkte und Dienstleistungen ihres Unternehmens unter Berücksichtigung wirtschaftlicher, rechtlicher und technischer Gesichtspunkte und beachten künstlerische und gestalterische Aspekte,
- planen den Einsatz von Personal- und Materialressourcen für die Medienproduktion,
- prüfen Finanzierungsmöglichkeiten und führen Kalkulationen durch,
- beraten Kunden über Produkte und Dienstleistungen,
- führen Verhandlungen mit Anbietern und Kunden,
- erwerben und verwerten Rechte und Lizenzen,
- beschaffen Equipment und organisieren dessen Einsatz,
- beobachten den Markt für Medienprodukte und Dienstleistungen,
- entwickeln Marketingkonzepte,
- vermarkten die Produkte und Dienstleistungen ihres Unternehmens,
- organisieren den Vertrieb der Produkte,
- werten Kennzahlen und Statistiken zur Erfolgskontrolle aus,
- nutzen Informations- und Kommunikationssysteme,
- arbeiten team- und projektorientiert[5].

## Zwischen- und Abschlussprüfung
In diesem Beruf findet eine konventionelle Zwischen- und Abschlussprüfung statt.

### Zwischenprüfung
In der Zwischenprüfung bearbeitet der Auszubildende schriftliche Prüfungsaufgaben in maximal 180 Minuten aus den Bereichen:
1. Produkte und Dienstleistungen,
2. Rechnungswesen und Beschaffung,
3. Betriebs- und Arbeitsorganisation,
4. Wirtschafts- und Sozialkunde.

### Abschlussprüfung
Die Abschlussprüfung findet in vier Prüfungsbereichen statt:
- Produktions- und Dienstleistungsorganisation,
- Marketing,
- Wirtschafts- und Sozialkunde und
- Praktische Übungen.

#### Prüfungsbereich Produktions- und Dienstleistungsorganisation
In diesem Prüfungsbereich bearbeitet der Auszubildende schriftlich drei komplexe praxisbezogene Aufgaben. Er zeigt in diesen Aufgaben, dass er fachliche Zusammenhänge versteht, Arbeitsabläufe selbständig planen, koordinieren und durchführen, Sachverhalte analysieren und unter Berücksichtigung von Kriterien der kaufmännischen Steuerung und Kontrolle sowie rechtlicher Rahmenbedingungen Lösungsmöglichkeiten entwickeln und
darstellen kann.
Hierfür kommen insbesondere folgende Gebiete in Betracht:
a) Medienprodukte und Dienstleistungen,
b) Beschaffung,
c) Rechte und Lizenzen,
d) Vertrieb.

#### Prüfungsbereich Marketing
Der Auszubildende bearbeitet auch hier in 90 Minuten schriftlich praxisbezogene
Aufgaben oder Fälle. Er zeigt, dass er fachliche Zusammenhänge versteht, Arbeitsabläufe selbständig planen, koordinieren und durchführen, Sachverhalte analysieren und unter
Berücksichtigung von Kriterien der kaufmännischen Steuerung und Kontrolle Lösungsmöglichkeiten markt- und kundenorientiert entwickeln und darstellen kann.
Hierfür kommen insbesondere folgende Gebiete in Betracht:
a) Marketingkonzeption und Projektorganisation,
b) Werbung und Öffentlichkeitsarbeit.

#### Prüfungsbereich Wirtschafts- und Sozialkunde
In diesem Prüfungsbereich zeigt der Auszubildende, dass er praxisbezogene Aufgaben oder Fälle aus der Berufs- und Arbeitswelt bearbeiten kann und dabei wirtschaftliche
und gesellschaftliche Zusammenhänge der Berufs- und Arbeitswelt darstellen und beurteilen
kann. Die Prüfung ist ebenfalls schriftlich und dauert maximal 90 Minuten.

#### Prüfungsbereich Praktische Übungen
Der Auszubildende erhält vom Prüfungsausschuss zwei Aufgaben zur Auswahl und muss sich für eine entscheiden. Die Aufgabe stammt aus den Gebieten Produkte und Dienstleistungen oder Vertrieb und Kommunikation. Er kann sich nun in 20 Minuten auf die Prüfung vorbereiten, um anschließend das Fachgespräch mit einer Dauer von maximal 20 Minuten zu führen.
Im Mittelpunkt des Fachgesprächs stehen betriebliche Zusammenhänge, das betriebliche Leistungsangebot, branchenspezifische Problemstellungen sowie die systematische Vorbereitung auf Gespräche.

#### Mündliche Ergänzungsprüfung
Wenn der Auszubildende in der schriftlichen Prüfung in bis zu zwei Prüfungsbereichen „mangelhaft“ und in den übrigen Prüfungsbereichen mindestens „ausreichend“ erreicht hat, so kann er in einem der mit „mangelhaft“ bewerteten Prüfungsbereiche die schriftliche Prüfung durch eine mündliche Prüfung von etwa 15 Minuten ergänzen.
Dies ist nur möglich, wenn er dadurch die Prüfung bestehen kann. Eine Ergänzungsprüfung zur Notenverbesserung ist nicht möglich.

#### Gewichtung
Die Prüfungsbereiche werden wie folgt gewichtet: 

| Produktions- und Dienstleistungsorganisation | 40 % |
| Marketing                                    | 20 % |
| Wirtschafts- und Sozialkunde                 | 20 % |
| Praktische Übungen                           | 20 % |

#### Bestehensregelung
Um die Abschlussprüfung zu bestehen, müssen im Gesamtergebnis und in drei der vier Prüfungsbereiche mindestens ausreichende Prüfungsleistungen erbracht werden. Hat der Auszubildende in einem oder mehreren Prüfungsbereichen ein „ungenügend“ erzielt, so ist die Prüfung nicht bestanden.